# Pistolet maszynowy PPS

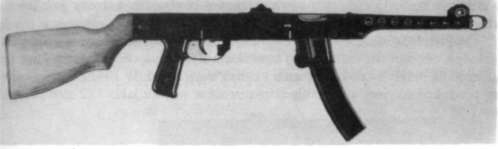
Polska modyfikacja PPS wz. 43/52, polegająca na zastosowaniu stałej, drewnianej kolby

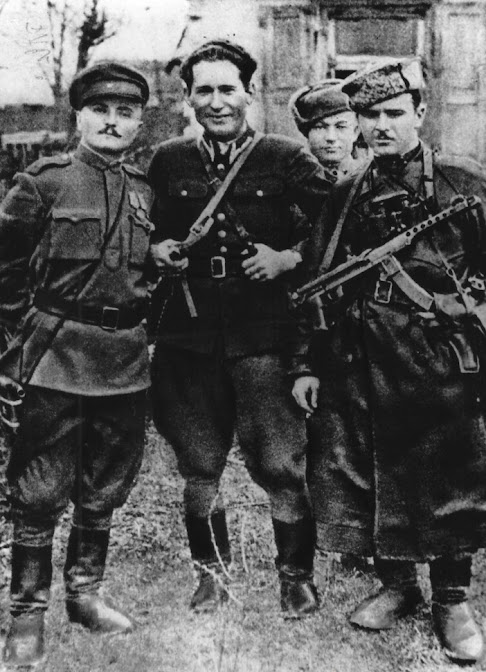
Grupa partyzantów polskich i sowieckich na Lubelszczyźnie, lato 1944 r. W środku Mieczysław Moczar, dowódca okręgu lubelskiego Armii Ludowej. Po prawej – partyzant uzbrojony w pistolet maszynowy PPS wz. 1943

Pistolet maszynowy PPS (ros. Пистолет-пулемёт Судаева) – pistolet maszynowy konstrukcji radzieckiej z okresu II wojny światowej.

## Historia
Od 1941 podstawowym pistoletem maszynowym Armii Czerwonej był PPSz, tzw. pepesza. Sprawdził się on jako uzbrojenie piechoty, ale z powodu masy (5,4 kg) i wymiarów (długość 840 mm) nie nadawał się jako uzbrojenie obsługi broni ciężkiej (dział, karabinów maszynowych). Dlatego w 1942 ogłoszono konkurs na nowy pistolet maszynowy, który miał uzupełnić pepesze.
Nowy pistolet maszynowy, określony jako „specjalny”, miał ważyć nie więcej niż 3 kg i mieć szybkostrzelność teoretyczną w granicach 400–500 strz./min. Duży nacisk położono także na uproszczenie produkcji. Zakładano, że pistolet będzie miał większość części tłoczonych (z blach o grubości maksymalnie 3,3 mm). Produkcja jednego egzemplarza miała zająć nie więcej niż 3,5 roboczogodziny.
Do konkursu stanęli Gieorgij Szpagin (ze zmodernizowaną pepeszą wyposażoną w odejmowaną kolbę drewnianą) i Aleksiej Sudajew. W wyniku prób do produkcji skierowano pistolet maszynowy Sudajewa. Pierwszym producentem pistoletu maszynowego PPS zostały Zakłady Metalowe im. Woskowa w Siestroriecku (obwód leningradzki). Produkcję rozpoczęto w grudniu 1942 i do końca 1943 wyprodukowano w tych zakładach 46 572 pistolety maszynowe PPS.
Jednocześnie z produkcją trwały prace nad udoskonaleniem konstrukcji. Nowa wersja ze zmodernizowanymi mechanizmami wewnętrznymi i skróconą lufą została przyjęta do uzbrojenia jako wzór 1943.
W następnych latach PPS zgodnie ze swoim przeznaczeniem był używany przez obsługę broni ciężkiej i czołgistów. Ze względu na małe wymiary i masę był także bardzo popularny w oddziałach zwiadu. W 1943 pistolet maszynowy PPS-43 wszedł na uzbrojenie ludowego Wojska Polskiego.  Broń tego typu była często spotykana w oddziałach partyzanckich Armii Ludowej, które otrzymywały ją w wyniku zrzutów lotniczych.
PPS był po wojnie produkowany w Polsce. Jako pierwsze w 1946 produkcję rozpoczęły Zakłady Hipolita Cegielskiego w Poznaniu. Później produkcję uruchomiono w Fabryce Broni w Radomiu i Kombinacie Maszyn Włókienniczych „Wifama” w Łodzi. Pierwsze PPS wyprodukowano w Polsce w 1948 roku.
Poza produkcją licencyjnych PPS, opracowano w Polsce dwie oryginalne modyfikacje tego pistoletu maszynowego. Jako pierwsza powstała wersja wyposażona w stałą kolbę drewnianą, oznaczona jako wz. 43/52 (określana też jako PPS-M). Wersja ta miała zastąpić droższe w produkcji pistolety maszynowe PPSz, które z uwagi na stałą kolbę były bardziej odpowiednie dla piechoty. Pierwsze z nich wyprodukowano pod koniec 1952 roku, a w połowie 1954 roku wojsko miało ich już 77.009 sztuk. Jako druga powstała w 1955 wersja kalibru .22LR (5,6 mm), przeznaczona do treningu strzeleckiego. Pistolet maszynowy PPS znajdował się w uzbrojeniu Wojska Polskiego do lat 80. XX wieku. Później został całkowicie zastąpiony przez karabinek automatyczny AK. Wycofane z uzbrojenia egzemplarze PPS przekazano Milicji Obywatelskiej, Straży Ochrony Kolei, Straży Przemysłowej.

## Wersje
- PPS-42 – pierwsza wersja seryjna. Posiadała oddzielny wyrzutnik łusek, dłuższą o 20 mm lufę i osłonę lufy oddzieloną od komory zamkowej[3].
- PPS-43 – podstawowa wersja seryjna.
- Pm wz. 43/52 (PPS-M) – polska wersja z kolbą stałą (jej dodanie wymagało przekonstruowania tylnej części komory zamkowej).
- 5,6 mm pm wz. 1943 – polska wersja treningowa kalibru .22LR.

| Wzór                                 | PPS wz. 1942 | PPS wz. 1943 | PPS wz. 1943/52 |
| ------------------------------------ | ------------ | ------------ | --------------- |
| Masa broni bez magazynka (kg)        | 2,95         | 3,04         | 3,4             |
| Masa broni z pełnym magazynkiem (kg) | 3,63         | 3,67         | 4,05            |
| Długość lufy (mm)                    | 273          | 255          | 255             |
| Długość z kolbą rozłożoną (mm)       | 907          | 820          | 836             |
| Długość z kolbą złożoną (mm)         | 641          | 615          | –               |
| Prędkość początkowa pocisku (m/s)    | 500          | 500          | 500             |
| Szybkostrzelność (strz./min)         | 550          | 550          | 550             |
| Pojemność magazynka (szt)            | 35           | 35           | 35              |

## Konstrukcja
Pistolet maszynowy PPS działa na zasadzie wykorzystania energii odrzutu zamka swobodnego i strzela z zamka otwartego. Zasilany jest z dwurzędowego magazynka łukowego o pojemności 35 nabojów z dwurzędowym wyprowadzeniem. Mechanizm uderzeniowy igliczny ze stałą iglicą osadzoną w zamku. Mechanizm spustowy tylko na ogień ciągły. Wyrzutnikiem łusek jest przedni koniec żerdzi sprężyny powrotnej. Bezpiecznik od przypadkowych wystrzałów po przesunięciu unieruchamia zaczep zamka i zamek w obu położeniach: przednim i tylnym. Lufa otoczona osłoną pełniącą rolę radiatora, której przednia część pełni funkcję hamulca wylotowego i osłabiacza podrzutu. Kolba metalowa, składana na wierzch broni lub stała drewniana.